# 阿尔法拉德尔帕特里亚尔卡
阿尔法拉德尔帕特里亚尔卡，是西班牙巴伦西亚自治区巴伦西亚省的一个市镇。总面积2平方公里，总人口2623人（2001年），人口密度1312人/平方公里。